# Lempty
Lempty település Franciaországban, Puy-de-Dôme megyében. Lakosainak száma 405 fő (2022. január 1.). Lempty Beauregard-l’Évêque, Culhat, Lezoux és Seychalles községekkel határos.

## Népesség
A település népességének változása:
| Lakosok száma | 369  | 381  | 400  | 389  | 389  | 389  | 398  | 405  | 405  |
|               | 2013 | 2015 | 2016 | 2017 | 2018 | 2019 | 2020 | 2021 | 2022 |